# Yu Dan (schrijver)
Yu Dan (Peking, 28 juni 1965) is een Chinese vrouw die als professor werkt aan de Beijing Normal University. Ze is ook de assistent van de decaan van de faculteit van kunst en media. Ook is ze hoofd van het departement van film en televisiemedia.
Mevrouw Yu is bekend vanwege haar lezingen over de Analecten van Confucius eind 2006 op de Chinese staatstelevisie China Central Television. De Engelse naam van de reeks heette "Yu Dan's Insights into the Analects", de Chinese naam was 于丹《论语》心得. En werd uitgezonden door het programma Lecture Room (《百家讲坛》). De kijkers waren zeer enthousiast over het programma en hierdoor schreef ze het boek "Yu Dan's Notes on the Analects", dat op de eerste dag al 10.000 verkopen op bracht. In 40 dagen werd zelfs het aantal van 1,5 miljoen bereikt. Sinds 2007 staat het boek op de best-sellerlijst. In haar lezingen over het belangrijkste geschrift van de Confucius-volgelingen vertelt mevrouw Yu over de belangrijke essentie van confuciaanse normen en waarden in de huidige Chinese samenleving. Hierbij vertelt ze vooral over wat men in de huidige tijd aan filosoof Confucius' gedachtegoed nog heeft.
In de lente van 2007 kwam haar boek uit dat vertelde over het gedachtegoed van de daoïstische filosoof Zhuangzi.
Haar boeken over de oude Chinese filosofien hebben voor veel Chinezen een verdieping in de oude cultuur gegeven.
Bij de aflevering van 28 maart 2011 van het VPRO-televisieprogramma "Wat denkt China?" kwam onder andere Yu Dan in voor met confucianist Tu Weiming.
- Bibliothèque nationale de France: cb161610119 (data)
- Gemeinsame Normdatei: 138991049
- International Standard Name Identifier: 0000 0000 7850 7398
- Library of Congress Control Number: no2007083513
- Nationale Bibliotheek van Letland: 000202424
- Nationale Bibliotheek van Tsjechië: xx0111985
- Nederlandse Thesaurus van Auteursnamen: 309260191
- LIBRIS: 334382
- Système universitaire de documentation: 146692632
- Virtual International Authority File: 17007198
- WorldCat: E39PBJjMvdyHm3QvMMRhRGGGpP